# پایگاه هوایی شدرینسک
پایگاه هوایی شدرینسک (به انگلیسی: Shadrinsk (air base)) یک فرودگاه نظامی است که یک باند فرود بتن دارد و طول باند آن ۲۵۰۰ متر است. این فرودگاه در شهر شادرنیسک کشور روسیه قرار دارد و در ارتفاع ۱۴۰ متری از سطح دریا واقع شده‌است.